# Adrien Taunay
Adrien Aimé Taunay (París, 1803 – Río Guaporé, 1828) fue un pintor y dibujante francés que participó en la expedición de Georg Heinrich von Langsdorff por la cuenca del Amazonas.

## Trayectoria
Adrien Taunay partió con su familia para Río de Janeiro en 1816. Su padre, el pintor Nicolas Antoine Taunay (1755-1830), era miembro de la Misión Artística Francesa que deseaba alejarse de la Francia de la Restauración. 
Trabajó de dibujante a bordo del buque de exploración francés Uranie, comandado por el capitán Louis de Freycinet, en su viaje alrededor del mundo (1817-1820). Durante los veintidós días de la escala en Hawái en 1819, Taunay, subordinado del pintor oficial Jacques Arago (1790-1854), realizó retratos y dibujó escenas de historia natural. Describía así a la gente y a los paisajes locales en un momento en que Hawái se estaba convirtiendo en base de pesca de ballenas y en parada de la ruta comercial entre América y Asia. Terminado el viaje del Uranie, en 1820 regresó a Río de Janeiro y se dedicó al estudio de las artes y las lenguas. 
Sucedió a Johann Moritz Rugendas (1802-1858) como primer dibujante de la expedición dirigida por el cónsul ruso Langsdorff (1774 - 1852) que, entre 1826 y 1829, navegó por los ríos de los territorios brasileños que conforman los actuales estados de São Paulo, Mato Grosso y Pará. 
Tras viajar durante dos años, llegaron a Cuiabá, donde permanecieron cerca de un año. Langsdorff optó entonces por dividir la expedición en dos grupos que, siguiendo rutas distintas, tendrían que reunirse en la ciudad de Belém do Pará. El grupo con Taunay y el botánico Ludwig Riedel (1791-1861) debía avanzar por los ríos Guaporé y Madeira. Llegaron a Vila Bela de Mato Grosso en diciembre de 1827. Después de varias excursiones en las proximidades del campamento y de separarse de Riedel, Taunay se perdió en la selva. Finalmente, consiguió encontrar la orilla del río Guaporé pero se ahogó al tratar de cruzarlo (enero de 1828).
Él Museo de Arte de Honolulu y la Biblioteca Nacional de Australia son las principales colecciones públicas que guardan sus obras.

## Galería

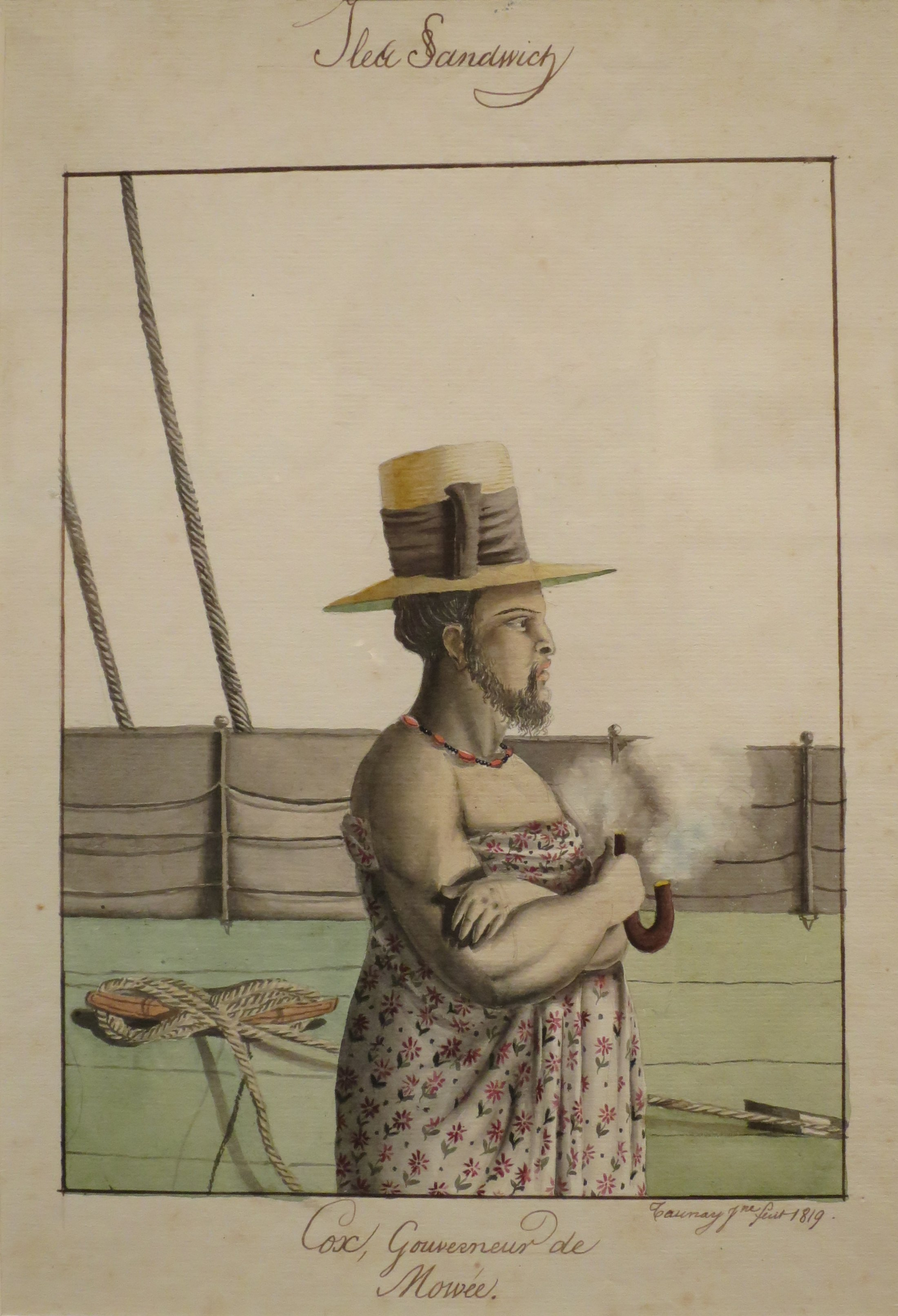
El Gobernador Cox de Maui, acuarela y grafito[3] por Adrien Taunay, 1819, Museo de Arte de Honolulu.
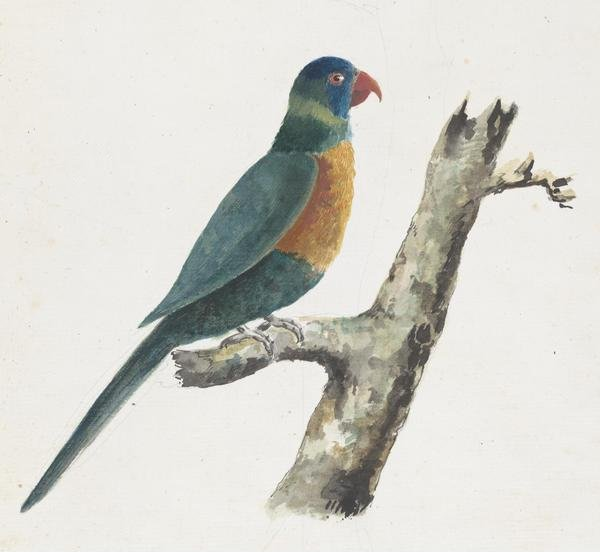
Loro verde, acuarela por Adrien Taunay el joven, c. 1819, Biblioteca national de Australia.
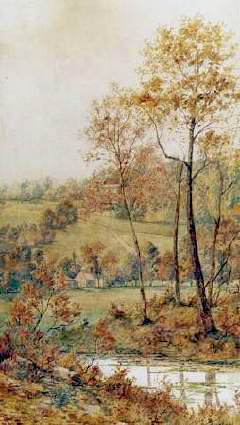
'Paisaje de otoño' pintado por Adrien Taunay.